# 馬部
馬部（）は、漢字を部首により分類したグループの一つ。
康熙字典214部首では187番目に置かれる（10画の最初、亥集の最初）。

## 概要
「馬」字はウマ科の動物を意味し、その側面から見た形に象る。
ウマは中国において古くから飼育された家畜であり、六畜（馬・牛・羊・鶏・犬・豚）の一つに挙げられている。その用途は主に牽引であり、馬車や戦車のように人や物を運搬したり、農耕の用にも供された。後に騎馬民族が南下した南北朝時代頃になると、騎乗されるようにもなった。
偏旁の意符としてはウマやウマに似た動物に関することを示す。特徴的なのは形容詞が少ないことで、ウマに関する名詞やウマ自身の動作・ウマに対する人の動作などを示す動詞が多く、ウマが人間生活において交通の主役を担っていたことから、「駅」「駐」など交通に関する字も多く残る。
馬部はこのような意符を構成要素に持つ漢字を収める。
中国の簡体字では「马」の形になる。日本では手書き等においては略字として「馬」の「灬」の部分を横棒に替えた形が使用される事がある。

## 部首の通称
- 日本：うまへん
- 中国：馬字旁・馬字底
- 韓国：말마부（mal ma bu、ウマの馬部）
- 英米：Radical horse

## 部首字
馬
- 中古音
  - 広韻 - 莫下切、馬韻、上声
  - 詩韻 - 馬韻、上声
  - 三十六字母 - 明母
- 現代音
  - 普通話 - ピンイン：mǎ 注音：ㄇㄚˇ ウェード式：ma3
  - 広東語 - Jyutping:maa5 イェール式:ma5
- 日本語 - 音：バ（漢音）・メ（呉音）・マ（唐音） 訓：うま
- 朝鮮語 - 音：마(ma) 訓：말（mal、ウマ）

甲骨文
金文
大篆
小篆

## 例字
- 馬
  - 2:馮・馭、3:馴・馳、4:駄、5:駐・駒・駕・駈・駝、6:駱、7:駿、8:騎、10:騰・騷（騒8）、12:驚・驅（駆4）・驍・驒、13:驛（駅4）・驗（験8）、16:驢、20:驫、24:䯂

### 最大画数
26:𩧥（驢の俗字）